# Lion of the Desert
Lion of the Desert is een Libische / Amerikaanse film met Anthony Quinn als Libisch leider Omar Mukhtar, een bedoeïenleider die vocht tegen het fascistische Italiaanse leger in de jaren voorafgaand aan de Tweede Wereldoorlog, en Oliver Reed als de Italiaanse generaal Rodolfo Graziani, die Mukhtar poogde te verslaan. 
De film werd geregisseerd door Moustapha Akkad en gefinancierd door de Libische overheid. Ze werd uitgebracht in april 1981 en was (en is nog steeds) geliefd bij de Arabische bevolking. Financieel deed ze het slecht waardoor ze wereldwijd slechts $ 1.000.000 netto opbracht. De film werd in 1982 in Italië verboden en werd alleen in 2009 op de betaaltelevisie getoond.

## Verhaal
In 1929 woedt de twintigjarige oorlog tussen de Libische Bedoeïenen en Italiaanse koloniale bezetters nog in alle hevigheid. Drijvende kracht van de rebellen is de legendarische Omar Mukhtar, een leraar die zich verplicht zag revolutionair te worden omdat hij niet kon dulden dat zijn volk werd onderworpen aan een buitenlandse macht.

## Rolverdeling
| Acteur                | Personage              |
| --------------------- | ---------------------- |
| Anthony Quinn         | Omar Mukhtar           |
| Oliver Reed           | generaal Graziani      |
| Irene Papas           | Mabrouka               |
| Raf Vallone           | Diodiece               |
| Rod Steiger           | Mussolini              |
| John Gielgud          | El Gariani             |
| Andrew Keir           | Salem                  |
| Gastone Moschin       | Tomelli                |
| Stefano Patrizi       | Sandrini               |
| Adolfo Lastretti      | Sarsani                |
| Sky Dumont            | Amedeo                 |
| Takis Emmanuel        | Bu-Matari              |
| Rodolfo Bigotti       | Ismail                 |
| Robert Brown          | Al Fadeel              |
| Eleonora Stathopoulou | Ali's moeder           |
| Luciano Bartoli       | kapitein Lontano       |
| Claudio Goro          | voorzitter gerechtshof |
| Giordano Falzoni      | rechter in kamp        |
| Franco Fantasia       | Graziani's adjudant    |
| Ihab Werfaly          | Ali                    |

## Muziek
De filmmuziek van Lion of the Desert werd gecomponeerd en uitgevoerd door Maurice Jarre en uitgevoerd door het London Symphony Orchestra.

## Censuur in Italië
De Italiaanse autoriteiten verboden de film in 1982 omdat, volgens de woorden van premier Giulio Andreotti, ze "schadelijk was voor de eer van het leger". Het laatste optreden van de regering tegen de film was op 7 april 1987 in Trente; nadien verzochten parlementsleden van Democrazia Proletaria om de film bij de Kamer van Afgevaardigden te tonen.
De film werd in Italië uiteindelijk op televisie uitgezonden door Sky Italië, tijdens het officiële bezoek aan Italië van Moammar al-Qadhafi op 11 juni 2009.